# MTV Europe Music Awards 1995
Церемонія нагородження MTV Europe Music Awards 1995 відбулася у Le Zénith в Парижі, Франція. Ведучим шоу був Жан-Поль Готьє.
Найбільшу увагу на церемонії було приділено французьким ядерним випробуванням в Південному Тихому океані. Джон Бон Джові під час свого виступу після здобуття перемоги у номінації Найкращий рок-виконавець сказав: «Єдиний ворог — це незнання. Мир, люди. Давайте позбудемося всіх цих ядерних випробувань». Після цього Боно сказав: «Що за місто, що за ніч, що за натовп, що за бомба, що за помилка, що за дрочун у вас президента», маючи на увазі ядерні випробування та тодішнього президента Франції Жака Ширака. Грінпіс, екологічна група, яка влаштувала творчі та скандальні протести навколо майданчика для випробувань на атолі Муруроа, отримала нагороду Free Your Mind за свою кампанію проти підземних ядерних випробувань. «Перестаньте зловживати землею», — закликала Мадонна у сегменті відеозаписі перед тим як дизайнер agnès b. отримала нагороду для Грінпіса.

## Номінації
Переможців виділено Жирним.

### Найкраща пісня
- The Cranberries — «Zombie»
- Майкл Джексон — «You Are Not Alone»
- The Offspring — «Self Esteem»
- Seal — «Kiss from a Rose[en]»
- TLC[en] — «Waterfalls[en]»

### Найкращий режисер
- Мішель Гондрі (Massive Attack — «Protection»)
- Спайк Джонз[en] (Weezer — «Buddy Holly»)
- Жан-Батист Мондіно[en] (Мадонна — «Human Nature[en]»)
- Марк Романек (Майкл Джексон та Джанет Джексон — «Scream[en]»)
- W.I.Z.[en] (Therapy?[en] — «Loose»)

### Найкраща співачка
- Б'єрк
- Шеріл Кроу
- Пі Джей Гарві
- Джанет Джексон
- Мадонна

### Найкращий співак
- Dr. Dre
- Майкл Джексон
- Ленні Кравіц
- Скетмен Джон
- Ніл Янг

### Найкращий гурт
- Blur
- Bon Jovi
- Green Day
- R.E.M.
- U2

### Найкращий новий виконавець
- Dog Eat Dog[en]
- H-Blockx[en]
- Аланіс Моріссетт
- Portishead
- Weezer

### Найкращий танцювальний проєкт
- East 17
- Айні Камозі[en]
- La Bouche
- Moby
- Sin with Sebastian[en]

### Найкращий рок-виконавець
- Bon Jovi
- Green Day
- Oasis
- The Offspring
- Therapy?[en]

### Найкращий концертний виконавець
- Bon Jovi
- The Prodigy
- R.E.M.
- The Rolling Stones
- Take That

### Free Your Mind[en]
- Грінпіс

## Виступи
- Simply Red — «Fairground[en]»
- East 17 — «Thunder»
- H-Blockx[en] — «Risin' High»
- Девід Бові — «The Man Who Sold the World»
- Blur — «The Universal[en]»
- Bon Jovi — «Hey God[en]»
- The Cranberries — «Zombie»
- MC Solaar та Діана Кінг[en] — «Is This Love[en]»
- Take That — «Back for Good»

## Учасники шоу
- Карла Бруні та Роббі Вільямс — оголошення переможця у номінації Найкращий рок-виконавець
- Єва Герцигова та Джарвіс Кокер[en] — оголошення переможця у номінації Найкращий співак
- Петсі Кенсіт та Майкл Гатченс[en] — оголошення переможця у номінації Найкращий проривний виконавець
- Жан-Поль Готьє та Карен Мюлдер — Найкращий режисер
- Жан-Клод Ван Дам — оголошення переможця у номінації Найкраща співачка
- Дзуккеро та Ніна Гаген — оголошення переможця у номінації Найкращий гурт
- agnès b. — отримав нагороду Free Your Mind[en] від імені Грінпіс
- Кайлі Міноуг та Рей Коукс[en] — оголошення переможця у номінації Найкращий концертний виконавець
- Джованотті та Джордж Майкл — оголошення переможця у номінації Найкращий танцювальний проєкт
- Едж та Б'єрк — оголошення переможця у номінації Найкраща пісня